# 2S5
Die 2S5 Giazint-S (GRAU-Index, russisch Гиацинт-С; dt.: Hyazinthe) ist eine in der Sowjetunion zu Beginn der 1970er-Jahre entwickelte 152-mm-Kanonenhaubitzen-Selbstfahrlafette. Von der NATO erhielt sie zunächst die vorläufigen Bezeichnungen M1981, da sie erstmals 1981 beobachtet wurde.

## Entwicklung
Die 2S5 entstand als Ersatz für die gezogenen Geschütze in den schweren Artilleriebrigaden auf Stufe Korps bzw. Armee. Gegenüber den gezogenen Geschützen sollte das neue Geschütz über eine gesteigerte Kadenz und eine vergrößerte Schussdistanz verfügen. Anfang 1970 erteilte die Hauptverwaltung für Raketen und Artillerie (GRAU) den Entwicklungsauftrag an die Industrie. Die Entwicklung vom Kettenfahrgestell erfolgte bei Uralmasch unter der Leitung von Georgi Sergejewitsch Efimow. Dabei griffen die Konstrukteure auf das Fahrgestell mit dem GABTU-Index „Objekt 123“ zurück, welches bereits bei der 2S3 Akazija verwendet wurde. Das Geschütz wurde bei Motowilichinskije sawody von Juri Kalaschnikow entwickelt. Dabei wurde die 152-mm-Kanonenhaubitze 2A36 Giazint-B für den Einsatz auf der Selbstfahrlafette angepasst. Der erste Prototyp der Selbstfahrlafette „Objekt 307“ war 1972 bereit. Nachdem der Entwurf nachgebessert worden war, erfolgte 1974 die Truppenerprobung. Im Jahr 1976 wurden die ersten 2S5 an die Sowjetarmee ausgeliefert. Die Produktion lief bis zum Zerfall der Sowjetunion im Jahr 1991. Insgesamt wurden rund 2000 2S5 produziert. Im Jahr 1992 betrug der Preis für eine 2S5 zwischen 1,2 und 2 Mio. US-Dollar.

## Varianten
- 2S5 Giazint-S: 1. Serienversion aus dem Jahr 1976.[3]
- 2S5M Giazint-S: Nachgerüstete Artilleriesysteme aus den 1990er-Jahren. Mit neuer 1W514-1 Mechanisator-M-Feuerleitanlage, verbesserten Richtmitteln sowie verbesserter 152-mm-Kanonenhaubitze 2A37M. Kann präzisionsgelenkte Artilleriegranaten vom Typ 3OF39 Krasnopol verschießen.[4]
- 2S5M1 Giazint-S: Prototyp aus den späten 1990er-Jahren für den Export. Ausgerüstet mit einem L/52-Geschütz mit Kaliber 155 mm.[5]

## Technik

### Fahrzeug

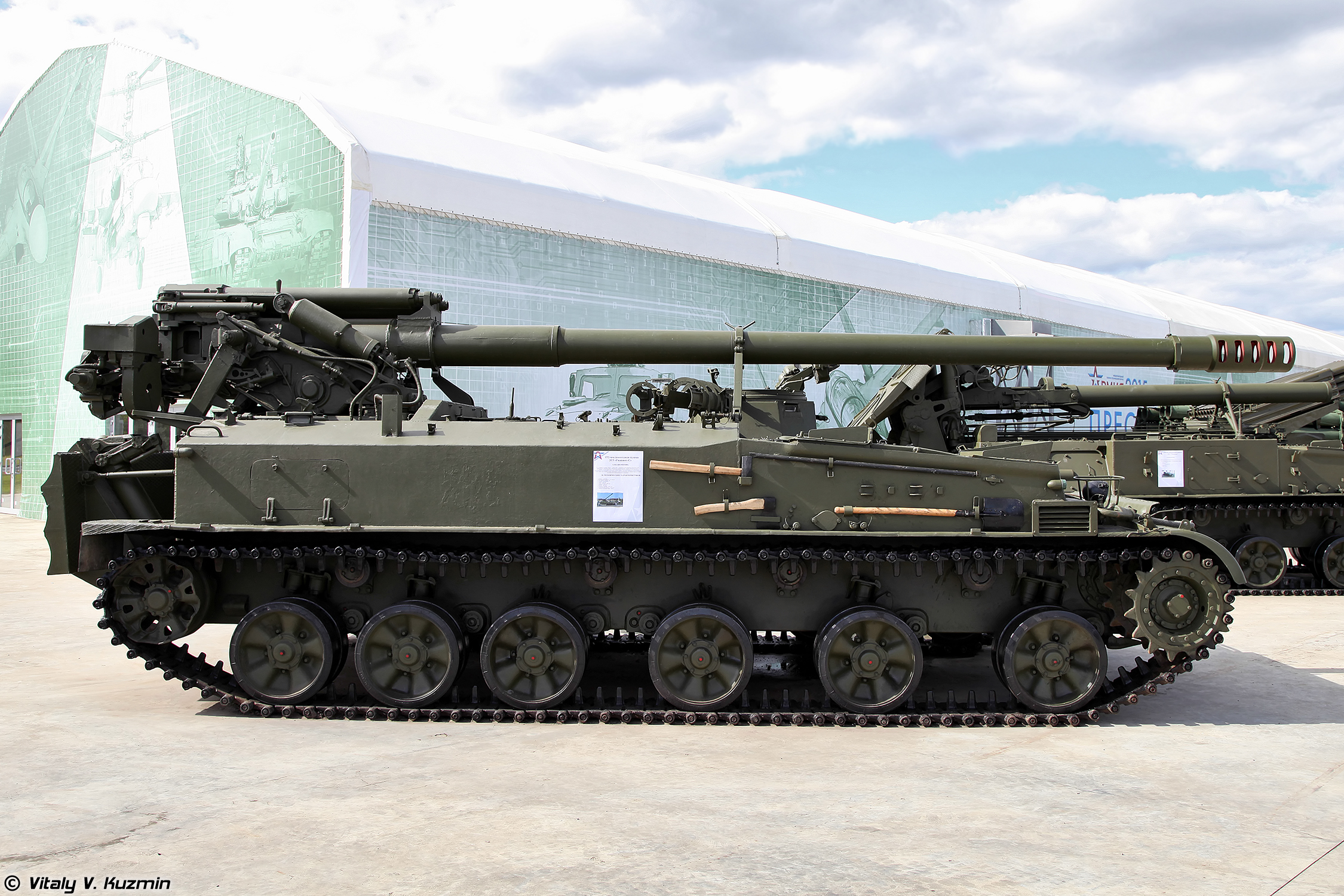
Russische 2S5

Die Wanne ist aus Panzerstahl mit einer maximalen Materialstärke von 15 mm geschweißt. Die Panzerung schützt vor Granatsplittern und dem Beschuss aus Infanteriewaffen. Auf die Wanne ist im hinteren Bereich die 152-mm-Kanonenhaubitze montiert. Die 2S5 wiegt in gefechtsbereitem Zustand 28,2 Tonnen. Das Fahrzeug ist 8,83 m lang (Geschütz in 12-Uhr-Stellung), 3,25 m breit und 3,76 m hoch (inkl. Geschütz). Sie hat ein drehstabgefedertes Stützrollenlaufwerk, das aus sechs doppelt gummibereiften Laufrädern auf jeder Seite besteht, wobei sich das Antriebsrad vorn und das Leitrad hinten befindet. Angetrieben wird das Fahrzeug von einem vorn in der Wanne verbauten V12-Dieselmotor W-59 mit 520 PS (382 kW). Der Kraftstoffvorrat beträgt 830 Liter. Das manuell geschaltete Umlaufrädergetriebe hat 6 Vorwärts- sowie 2 Rückwärtsgänge. Das Fahrzeug verfügt über ABC-Schutz. An der Fahrzeugfront befindet sich eine hydraulische Räumschaufel. Zur Selbstverteidigung ist bei der Kommandantenkuppel, auf einer Drehlafette ein 7,62-mm-Maschinengewehr vom Typ PKT mit einem Kampfsatz von 1500 Schuss montiert.
Die Höchstgeschwindigkeit auf der Straße beträgt 63 und im Gelände 30 km/h. Der Fahrbereich beträgt auf der Straße 500 km. Das Fahrzeug kann Steigungen von 58 % und 0,7 m hohe Hindernisse überwinden. Die maximal zulässige Querneigung liegt bei 47 % und das Fahrzeug kann Gewässer bis zu einer maximalen Tiefe von 1,05 m durchfahren. Die Bodenfreiheit beträgt 45 cm und der spezifische Bodendruck liegt bei 0,59 kg/cm². Die Grabenüberschreitfähigkeit beträgt maximal 2,5 m.
Der Fahrerplatz befindet sich vorne links in der Wanne und dahinter befindet sich der Platz für den Kommandanten. Der Rest der Besatzung ist im mittleren Teil des Fahrzeuges untergebracht. Der Fahrer und der Kommandant können über jeweils eine Luke auf dem Wannendach Auf- und Absitzen. Der Rest der Besatzung kann das Fahrzeug hinten über eine geriffelte Heckrampe besteigen und verlassen. Diese hydraulisch absenkbare Heckrampe dient auch als Erdsporn, welcher die Rückstoßkraft in das Erdreich ableitet.

## Geschütz
Das 2A37-Geschütz ist auf dem Fahrzeugheck montiert. Dies ist eine abgeänderte Ausführung der 2A36 Giazint-B mit 47 Kaliberlängen (L/47). Das Geschützrohr wiegt rund 3,8 t. Der Seitenrichtbereich beträgt in Fahrrichtung ±15°. Der Höhenrichtbereich liegt bei −2 bis +75°. Das Geschütz wird in der Horizontalen hydraulisch und in der Vertikalen von einem Elektroantrieb gerichtet. Bei der Rohrwiege sind am Geschützrohr zwei hydropneumatische Rohrbremsen und Rohrvorholer montiert. Der Rohrrücklauf beträgt in der oberen Winkelgruppe 730 mm und in der unteren Winkelgruppe 950 mm. Am Rohrende ist eine Mehrkammer-Mündungsbremse angebracht, die den Rückstoß mindert. Das Geschütz verwendet einen horizontalen Keilverschluss.
Auf der linken Seite der Rohrwiege ist ein Sitz für den Kanonier montiert. Dort befinden sich die Richtmittel sowie die Visiereinrichtung. Für Indirektes Feuer wird die PG-1M PANTEL-Visieranlage mit einem K-1-Kollimator verwendet und mit dem OP4M-91A-Zielfernrohr können Ziele im Direktschuss bekämpft werden. Vor dem Sitz des Kanoniers ist ein Schussschild montiert.
Mit dem Geschütz kommt eine halbautomatische Ladeautomatik mit Elektroantrieb zur Anwendung. Für diese sind im Fahrzeugheck zwei Magazine vorhanden. Das Magazin links enthält 30 Geschosse in einem vertikalen Trommelmagazin und das Magazin rechts drei Reihen mit jeweils 10 Treibladungskartuschen. Beim Ladevorgang bewegt sich der Schwenkarm der Ladeautomatik hinter dem Fahrzeugheck runter vor die geöffneten Luke der Heckrampe. Dort beladen die Ladeschützen die beiden Ladeschalen vom zweigeteilten Schwenkarm. In die obere Ladeschale kommt das Geschoss und in die untere die Treibladungskartusche. Danach bewegt sich der Schwenkarm nach oben hinter den Verschluss. Ein Ketten-Ladestock (Ketten-Stampfer bzw. Förderstempel) führt zuerst das Geschoss in den Verschlussblock und nach einer weiteren Aufwärtsbewegung vom Schwenkarm wird die Treibladungskartusche zugeführt.
Mit Hilfe der Ladeautomatik ist eine Schussfolge von 5–6 Schuss pro Minute möglich. Somit kann eine Batterie mit sechs 2S5-Selbstfahrlafetten innerhalb einer Minute rund 1,6 Tonnen Munition ins Ziel bringen. Wird das Geschütz manuell geladen so ergibt sich eine Schussfolge von 3–4 Schuss pro Minute.

## Munition

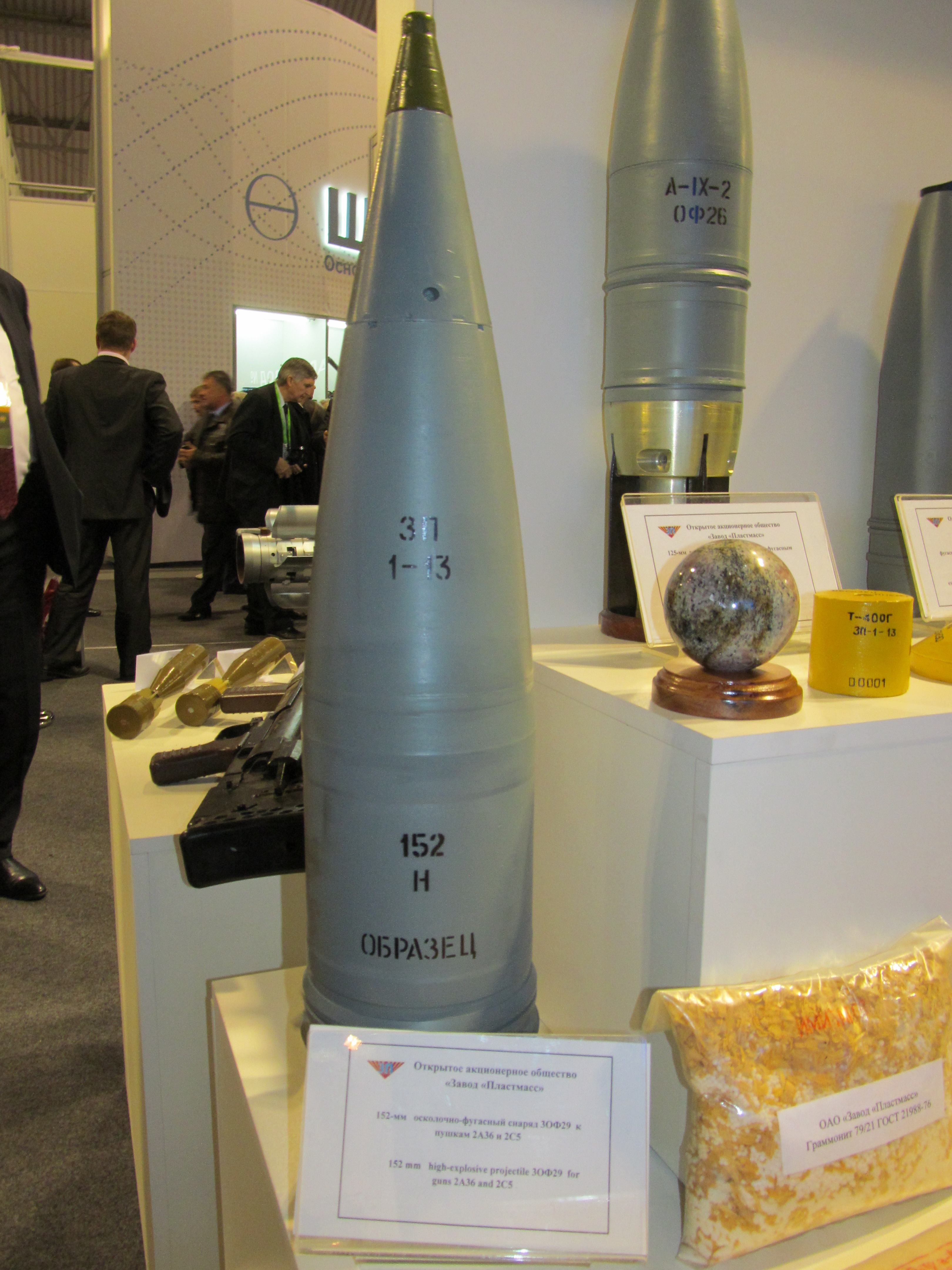
3OF29-Sprenggranate

Die 2S5 verwendet dieselbe Munition wie die 2A36 Giazint-B. Diese Munition wurde speziell für diese beiden Geschütze entwickelt und kann von anderen 152-mm-Geschützen nicht verwendet werden. Dabei kommt halbgetrennte Munition mit Kartuschen aus Messing zur Anwendung. Die Kartuschen werden vor dem Ladevorgang mit Treibladungsbeuteln bestückt. Beim Ladevorgang wird die beladene Kartusche auf das Geschoss aufgesteckt. Nach der Schussabgabe wird die leere Kartusche automatisch ausgeworfen und kann neu beladen werden. Mit der Standard-Sprenggranate 3OF29 wird eine Schussdistanz von 28,8 km erreicht. Mit der 3OF60-Sprenggranate mit Base-Bleed beträgt die maximale Schussdistanz 37 km. Mit der präzisionsgelenkten Artilleriegranate vom Typ 3OF39 Krasnopol beträgt die Schussdistanz 25 km.

## Gefechtsgliederung
Die 2S5 kam innerhalb der Sowjetarmee in den Artilleriebrigaden auf Armeeebene bzw. auf Stufe Front zum Einsatz. Eine solche Artilleriebrigade bestand aus drei 2S5-Artillerieabteilungen. Eine solche Artillerieabteilung bestand aus 3–4 Batterien und eine Batterie bestand aus 6 2S5-Selbstfahrlafetten. Innerhalb des Russischen Heeres kommt die 2S5 wegen ihrer großen Schussdistanz in den Artillerieabteilungen auf Regiments- und Brigadeebene bzw. auf Stufe Front zum Einsatz. Daneben findet sie auch bei der Küstenverteidigung Verwendung.

## Nutzerstaaten

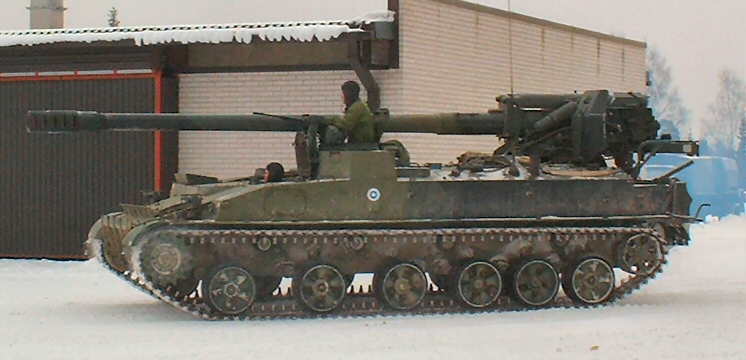
2S5 im Einsatz des finnischen Heeres

- Äthiopien – 10 (aus russischen Beständen)
- Belarus – 141
- Eritrea – 13 (aus russischen Beständen)
- Finnland – 18 (lokale Bezeichnung Telak 91)
- Russland – 950
- Ukraine – 24
- Usbekistan – unbekannte Anzahl (aus russischen Beständen)

Quellen: